# Labelo

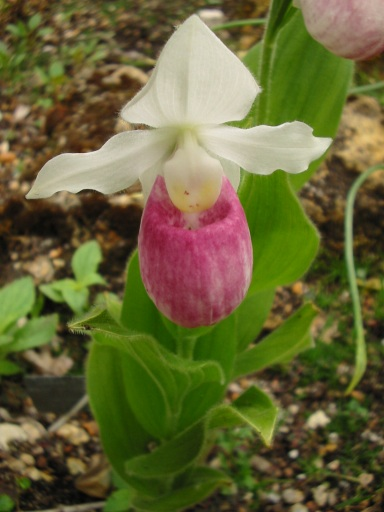
Cypripedium reginae tiene un Labelo rosado.

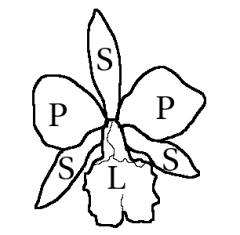
P: Pétalo
S: Sépalo
L: Labelo.

El labelo o Labellum (labio) es una parte de la flor de las orquídeas, plantas pertenecientes a la familia Orchidaceae. Es el pétalo medio modificado que se distingue claramente de otros pétalos y de los sépalos por su gran tamaño y su forma generalmente irregular. No debe confundirse con el término labelo usado  a veces en entomología para una de las piezas bucales de los insectos.
La parte distal del labelo cuando está dividido en dos partes por una constricción se llama Epiquilo.
La  parte proximal del labelo cuando está dividido en dos partes por una constricción, se llama Hipoquilo.